# Fender Bass VI
El Fender Bass VI, originalmente conocido como el Fender VI, es un bajo eléctrico de seis cuerdas fabricado por Fender.
El Fender VI fue lanzado en 1961, siguiendo el concepto del bajo de seis cuerdas de Danelectro, lanzado en 1956, teniendo seis cuerdas afinadas en Mi estándar, una octava más abajo que la guitarra clásica. Su otro antecesor fue la Fender Jazzmaster, con la cual compartía muchos detalles técnicos y de diseño. Su cuerpo y circuitos son muy parecidos en todo a los de la Fender Jaguar, lanzada al año siguiente, y para la cual el Fender VI se considera un precursor en muchos aspectos.
El Fender VI se separó del concepto del Fender Precision Bass no solo al tener seis cuerdas, sino también al poseer un mástil más corto y cuerdas más delgadas.
El original tenía un cuerpo, circuitos y barra de trémolo similares a la Jaguar (lanzada en 1962) pero con tres pastillas en vez de dos. La tercera pastilla fue implementada usando tres interruptores de encendido-apagado en lugar del tradicional "switch" de tres posiciones. Posteriormente, se añadió un cuarto interruptor de corte de frecuencias bajas (estrangulador).
Como todos los otros Fender de la época, el Fender VI tiene un radio de diapasón de 18,42 cm, lo que los hizo instrumentos particularmente complicados de poner a punto sin zumbidos, requiriendo también algunos ajustes de técnica del intérprete. La circuitería y las cuerdas extras lo convertían en un instrumento ideal para los solistas, pero en los 60s muy pocos bajistas tocaban solos de bajo. Las cuerdas más juntas y livianas lo hacían un instrumento más cómodo para los guitarristas, pero también una molestia para los bajistas clásicos y los contrabajistas.
A finales de los 60s algunos artistas pusieron cuerdas pesadas de guitarra al Fender Bass VI y lo afinaron como las guitarras barítonas, con afinaciones de 'Si a si' o de 'La a la'. Con este sonido 'oscuro y sucio', el Fender VI enriqueció a muchas bandas de 'Indo Rock' con su sonido único de rock & roll. Uno de esos bajistas fue Reggy Tielman de 'Tielman Brothers', pero muchos otros artistas lo han usado desde aquella época, incluyendo a The Beatles, Robert Smith (The Cure), John Frusciante o The Reels.
Por alguna razón, el Bass VI nunca consiguió la popularidad del Precision de cuatro cuerdas y sus derivados, ni siquiera entre las bandas de surf-rock y country, para las cuales el VI habría sido ideal gracias a sus modalidades tonales.
El Fender VI original, junto con la Jaguar, la Jazzmaster y la Electric XII, tuvo un diapasón con incrustaciones rectangular en 1967, seguida por una calcomanía negra de estilo CBS en el clavijero y acabados de poliéster en lugar de laca de nitrocelulosa en 1968. 
Fue retirado de la fabricación en 1975.
En 2006, la Fender Custom Shop lanzó una fiel recreación del Bass VI original que se hacía en los inicios de los 60s, con tres pastillas single coil y circuitos idénticos.  Esta guitarra estaba disponible desde 2005 (solo por Fender Japón) como una reedición vintage del modelo del '62 hecha en 1995.

## Instrumentos relacionados
En el 2004, Fender lanzó la Fender Jaguar Baritone Custom (más tarde renombrada "Jaguar Bass VI Custom"), que es aproximadamente una combinación del Bass VI y la Fender Jaguar. La Jaguar Baritone Custom utiliza el mismo espesor de cuerdas y afinación del Bass VI, pero con la diferencia que tiene un cuerpo con forma de la Jaguar, dos pastillas con las opciones de cambio al estilo Jaguar, un puente fijo y un mástil corto de 28,5 pulgadas.
- Datos: Q1404623
- Multimedia: Fender Bass VI / Q1404623